# Szczyrk
Szczyrk (in tedesco  Schirk) è una città polacca del distretto di Bielsko-Biała nel voivodato della Slesia.
Ricopre una superficie di 39,07 km² e nel 2004 contava 5 810 abitanti.
Stazione sciistica specializzata nello sci nordico, è attrezzata con il trampolino Skalite.
È gemellata con il comune italiano di Almese (TO).